# 里卡多·法卡利
里卡多·弗拉卡里（義大利語：Riccardo Fraccari）為世界棒球壘球聯盟和國際棒球聯合會主席。2016年8月，在其領導下，國際奧林匹克委員會投票決定將棒球和壘球恢復為2020年東京奧運會的奧林匹克運動項目。